# عرب‌شکی
عرب‌شکی (به لاتین: Ərəbşəki) یک منطقه مسکونی در جمهوری آذربایجان است که در شهرستان آق‌داش واقع شده است.